# Radar H2X
Pour les articles homonymes, voir radar (homonymie).
Le radar H2X — surnommé « panoplie Mickey » — équipait l'United States Army Air Forces pendant la Seconde Guerre mondiale. Ce radar aéroporté était utilisé comme aide à la navigation en procurant une représentation du sol au cours des opérations de bombardement de jour par temps bouché ou pour les opérations de nuit. Le système H2X est basé sur le radar H2S britannique (longueur d'onde 10 cm) mais utilise une longueur d'onde plus courte (3 cm) ce qui permet des images plus précises,. Le H2S britannique utilisera aussi cette longueur d'onde dans sa version Mark III qui sera mise en service à partir de décembre 1944.

## Origine
En 1942 et 1943, un des problèmes majeurs de la 8th USAAF pour ses missions de bombardement stratégiques est de savoir comment utiliser ses bombardiers efficacement avec le mauvais temps qui règne souvent au-dessus de l’Angleterre et de l’Europe continentale. Le 482e groupe de bombardement de la USAAF est mis sur pied comme une escadrille de reconnaissance utilisant les développements des Britanniques dans le domaine du radioguidage et du radar aux fins de bombardement. En modifiant le radar H2S des Britanniques, le MIT développe le H2X. Celui-ci est immédiatement installé sur douze bombardiers B-17 pour les essais et recevra plus tard la désignation de « AN/APS-15 » au moment de sa production en série.
L’antenne parabolique du radar remplace la tourelle mobile de fuselage de ces avions. La « panoplie Mickey », l'électronique, sont installées dans le poste radio de bord et les informations sont transmises au navigateur et au bombardier.
Le major Fred Rabo de l'USAAF, un assistant du colonel Cowart du groupe de reconnaissance, fait remarquer, en voyant le prototype du H2X, que le radôme ressemble à la tête de « Mickey Mouse ». Ce surnom collera à l'appareil et sera raccourci en « Mickey » ; les utilisateurs devinrent des « opérateurs de Mickey ».

## Utilisation

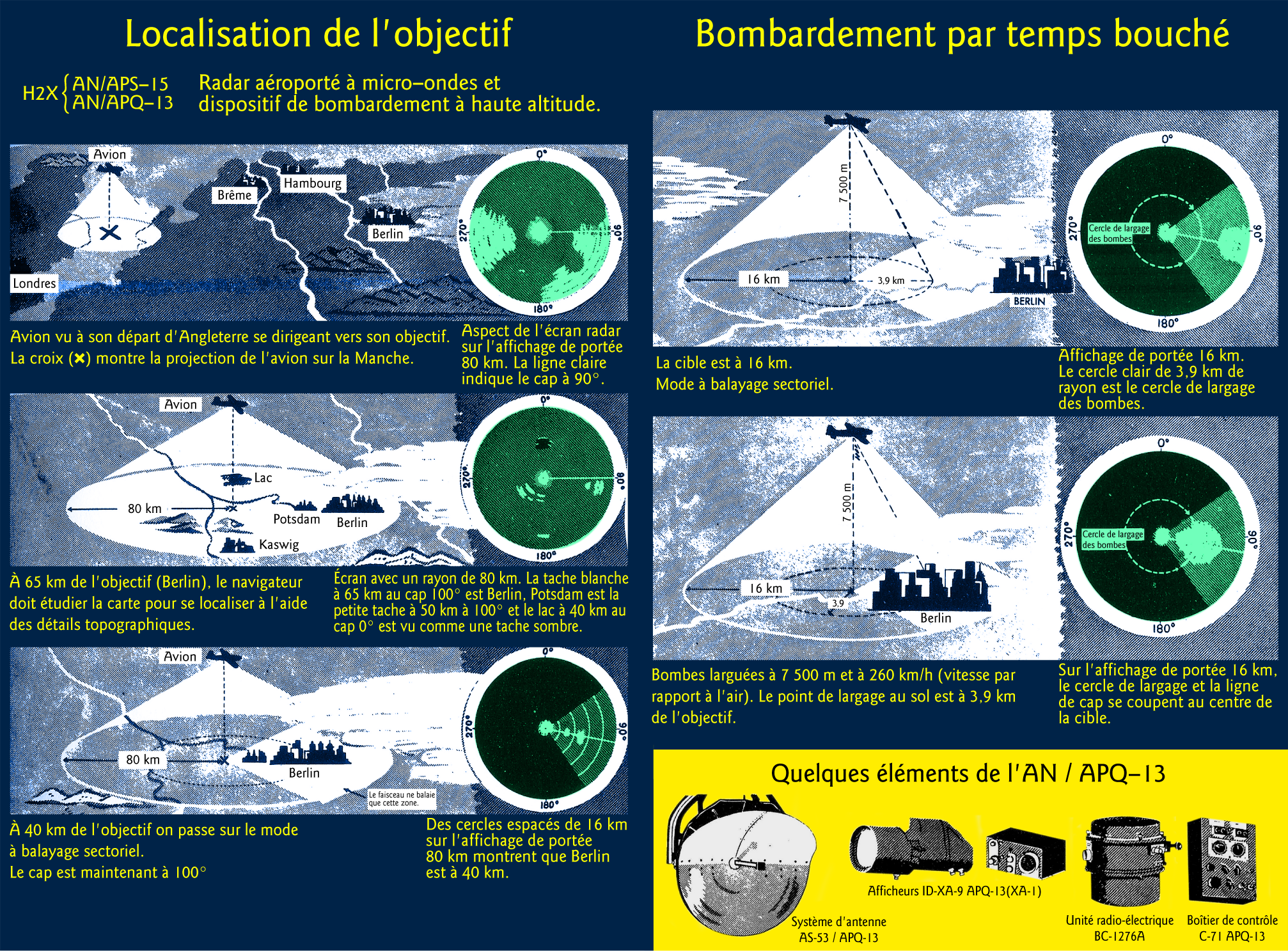
Schéma de l’utilisation du radar H2X.

### Europe
La première mission des B-17 équipés de « Mickey » a lieu le 3 novembre 1943 au-dessus de Wilhelmshaven en Allemagne. On convertit ensuite cinquante bombardiers B-24 en aéronefs marqueurs équipés de radars H2X. La première utilisation du « Mickey » sur ces appareils date lors du bombardement de Ploiești en Roumanie le 5 avril 1944. Ces avions ont effectué 1 132 sorties au cours de la Seconde Guerre mondiale.
En Europe, plusieurs chasseurs P-38 sont également modifiés pour embarquer le H2X dans la partie avant du fuselage, ainsi qu'un exploitant/navigateur pour réaliser des cartes des objectifs allemands. La production en série de cette version ne voit jamais le jour. Douze avions PR Mk.XVI De Havilland DH.98 Mosquito du 25e groupe de bombardiers (affecté à la reconnaissance) de la 8th USAAF reçoivent le H2X et effectuent des missions de cartographie de nuit de mai 1944 à février 1945. L'équipement radar a tendance à surcharger le circuit électrique des Mosquitos, ce qui conduit parfois à l'explosion du système. Les « avions Mickey » enregistrent le plus fort taux d'abandons ou d'échecs en mission des Mosquitos (qui, par ailleurs, sont d'excellents avions de reconnaissance), ce qui vaut au programme d'être considérablement écourté après le 19 février 1945. Trois Mosquitos sont perdus à l'ennemi et un est abattu par un P-47 de la 9th USAAF.

### Pacifique
Au cours des campagnes du Pacifique, des B-29 sont équipés d'une version améliorée du H2X appelée AN/APQ-13, un radar destiné à observer le sol et conçu par Bell, Western Electric Company et le MIT. Le radôme, partiellement rétractable, se trouve entre les soutes à bombes. Le radar travaille sur la fréquence de 9 375 MHz ±45 MHz et est équipé d'un récepteur superhétérodyne. Il est utilisé pour le bombardement à haute altitude, l'observation et la navigation, de plus les calculs pour le bombardement peuvent être effectués par un prédicteur d'impact. Un système d'optiques de télémétrie permet une très grande précision dans la localisation de balises.
Après la guerre, vers la fin de l'année 1945, l'AN/APQ-13 est le premier radar à usage militaire à être transformé pour une application civile comme radar météorologique. Environ trente unités sont ainsi transformées et installées sur les bases aériennes militaires. En 1949, il est remplacé par le modèle AN/CPS-9.